# Colgate-Palmolive
Colgate-Palmolive Company est une multinationale américaine spécialisée dans la fabrication et la commercialisation de produits d'entretien et d'hygiène du corps tels que des détergents, savons, dentifrices et brosses à dents. 
Son siège est basé à New York.

## Histoire

### Années 1800

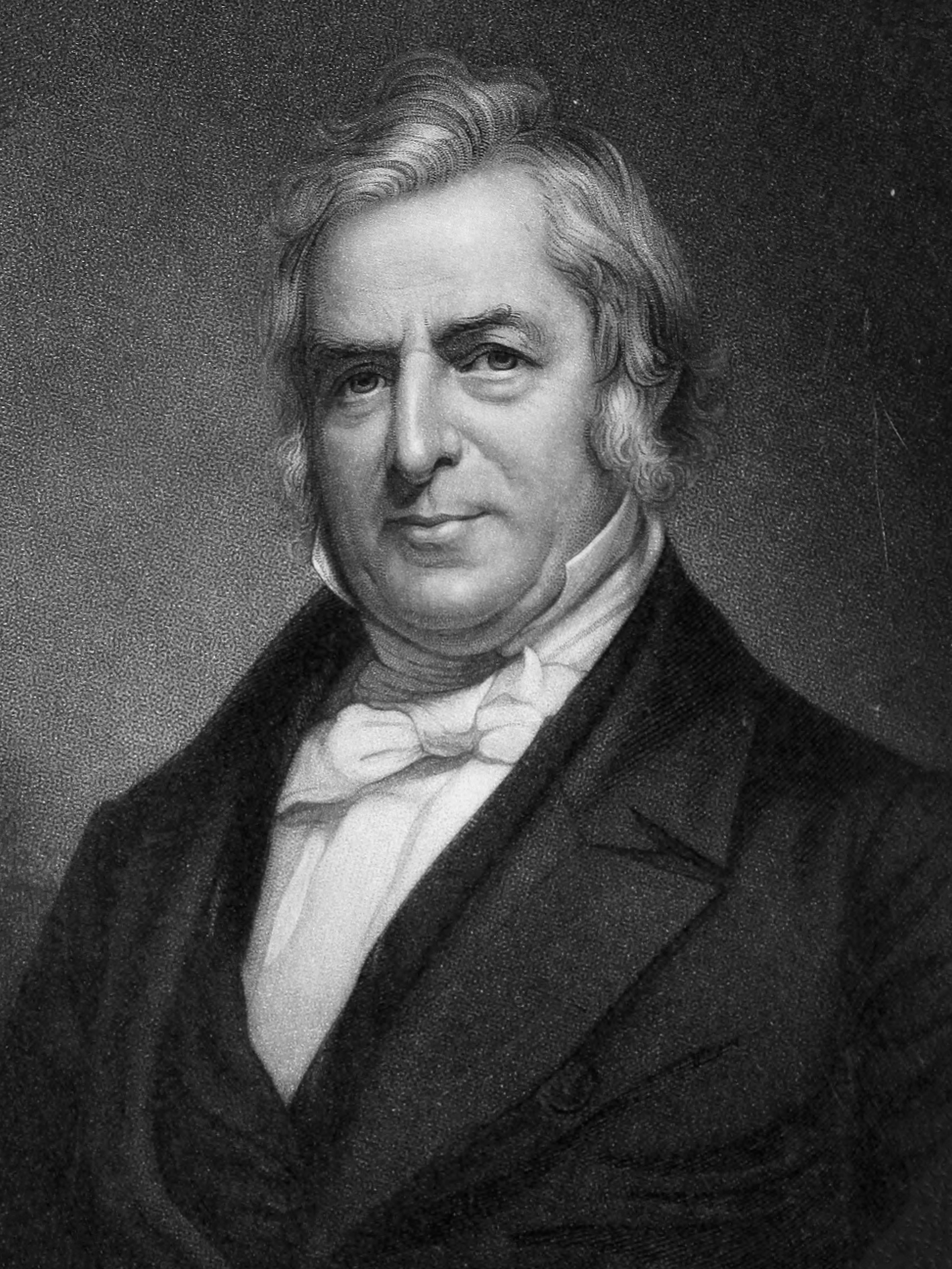
William Colgate

En 1806, William Colgate, un fabricant de savon et de bougies, démarre une entreprise de savon, de bougies et d'amidon appelée William Colgate & Company sur la rue Dutch à New York.
En 1833, victime d'une grave crise cardiaque, William Colgate doit arrêter les ventes de l'entreprise. Après quelques années de repos, il reprend le travail. Dans les années 1840, la compagnie commence à vendre des savonnettes individuelles au poids identique.
En 1857, à la mort de William Colgate, la compagnie renommée "Colgate & Company, passe sous la direction de Samuel Colgate, son fils.
En 1872, Colgate présente Bouquet de Cachemire, son premier savon parfumé moulé, et l'année suivante sa première pâte à dents, odorante et vendue en bocaux.
La compagnie est la première à vendre de la pâte à dents en tube, la Colgate Ribbon Dental Cream, en 1896. La même année, Colgate embauche Martin Ittner et sous sa direction fonde l'un des premiers laboratoires de recherche appliquée.

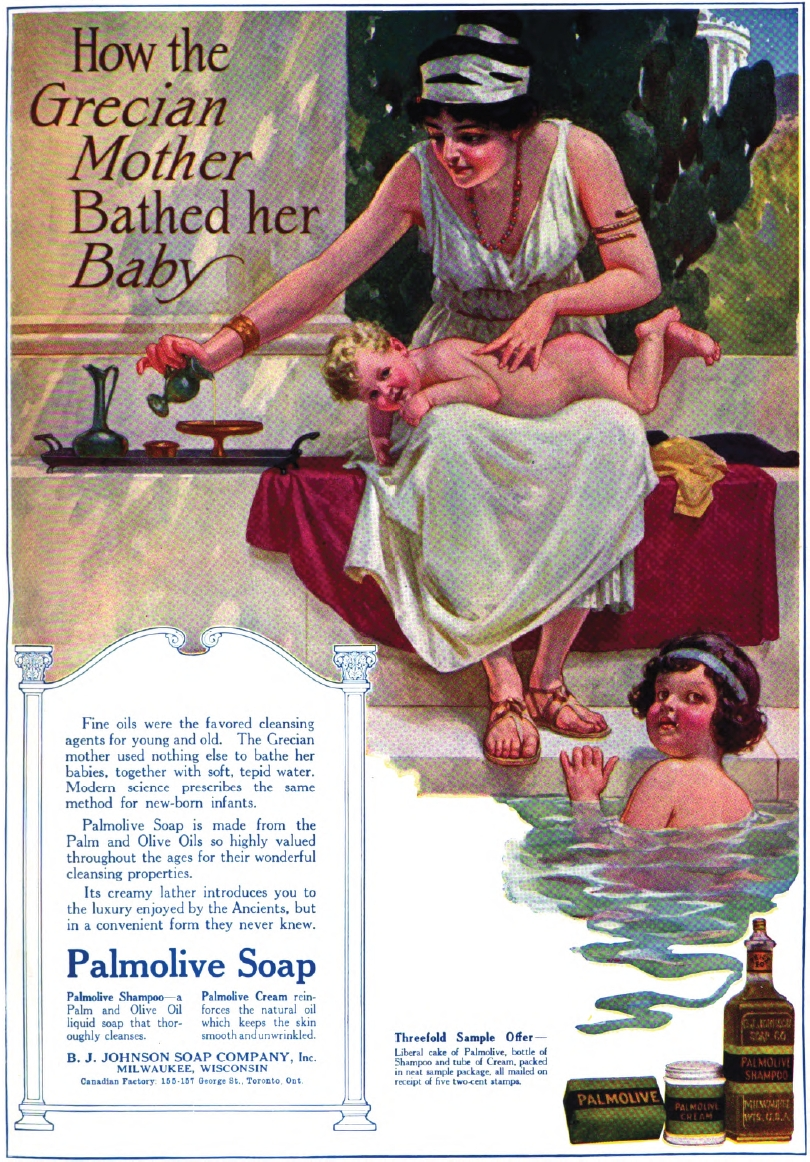
Annonce d'un magazine pour Palmolive en 1915

En 1898, à Milwaukee dans le Wisconsin, la compagnie B.J. Johnson fabrique du savon fait entièrement d'huile de palme et d'olive. Le produit est vite si populaire que la compagnie prend le nom de Palmolive.

### Années 1900

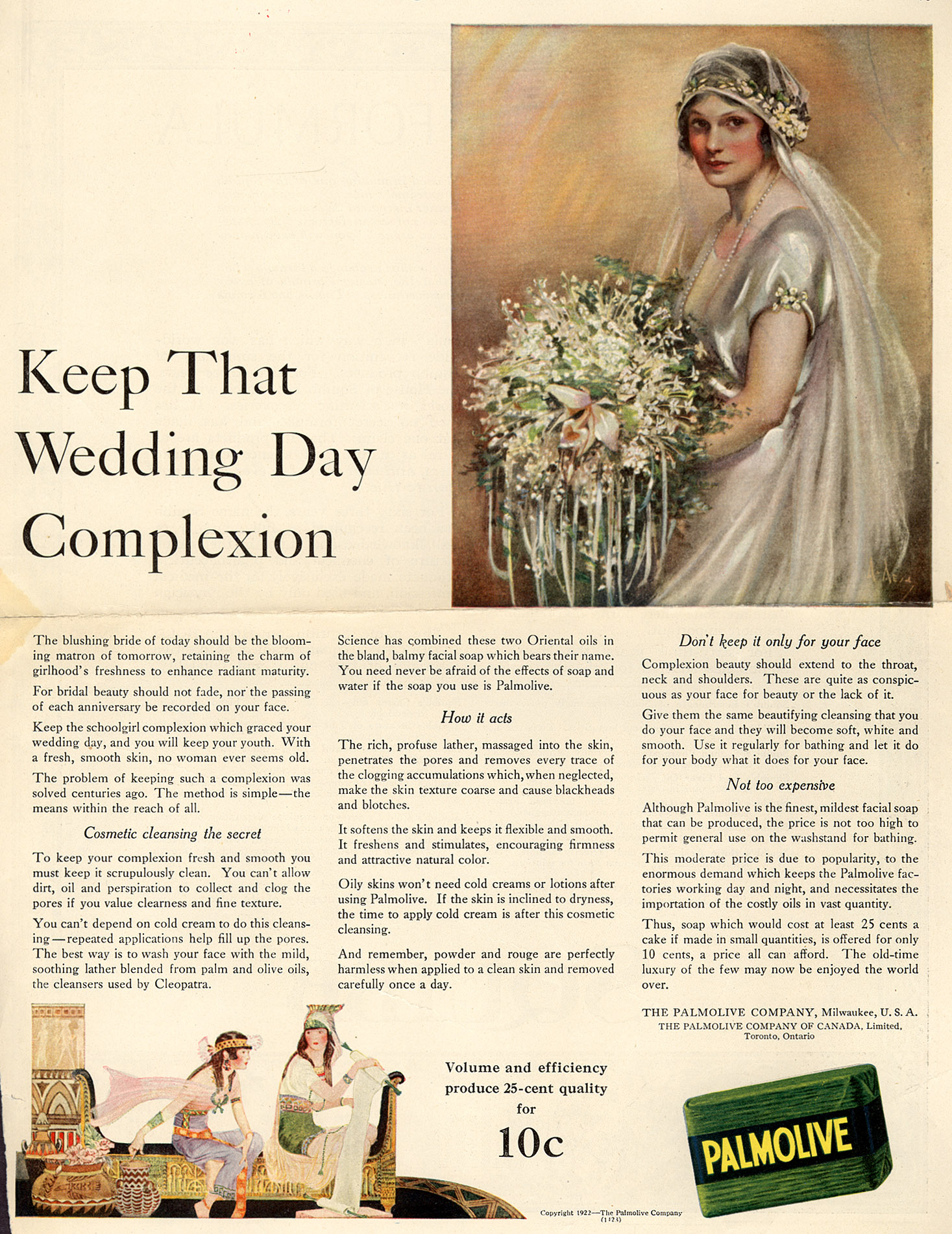
Publicité datant de 1922 pour le savon Palmolive

En 1908, les cinq fils de Samuel Colgate dirigent l'entreprise. Ils lancent la vente massive de pâte dentifrice en tube.

#### Fusion
En 1926, une compagnie de savon du Missouri, connue sous le nom de Peet Brothers, fusionne avec Palmolive. Le nouvel ensemble est nommé Palmolive-Peet.
En 1928, Palmolive-Peet fusionne avec la compagnie Colgate, créant l'entreprise Colgate-Palmolive-Peet. Son siège social est transféré en 1929 au Palmolive Building à Chicago.
En 1930, elle est la première compagnie cotée à la Bourse de New York.

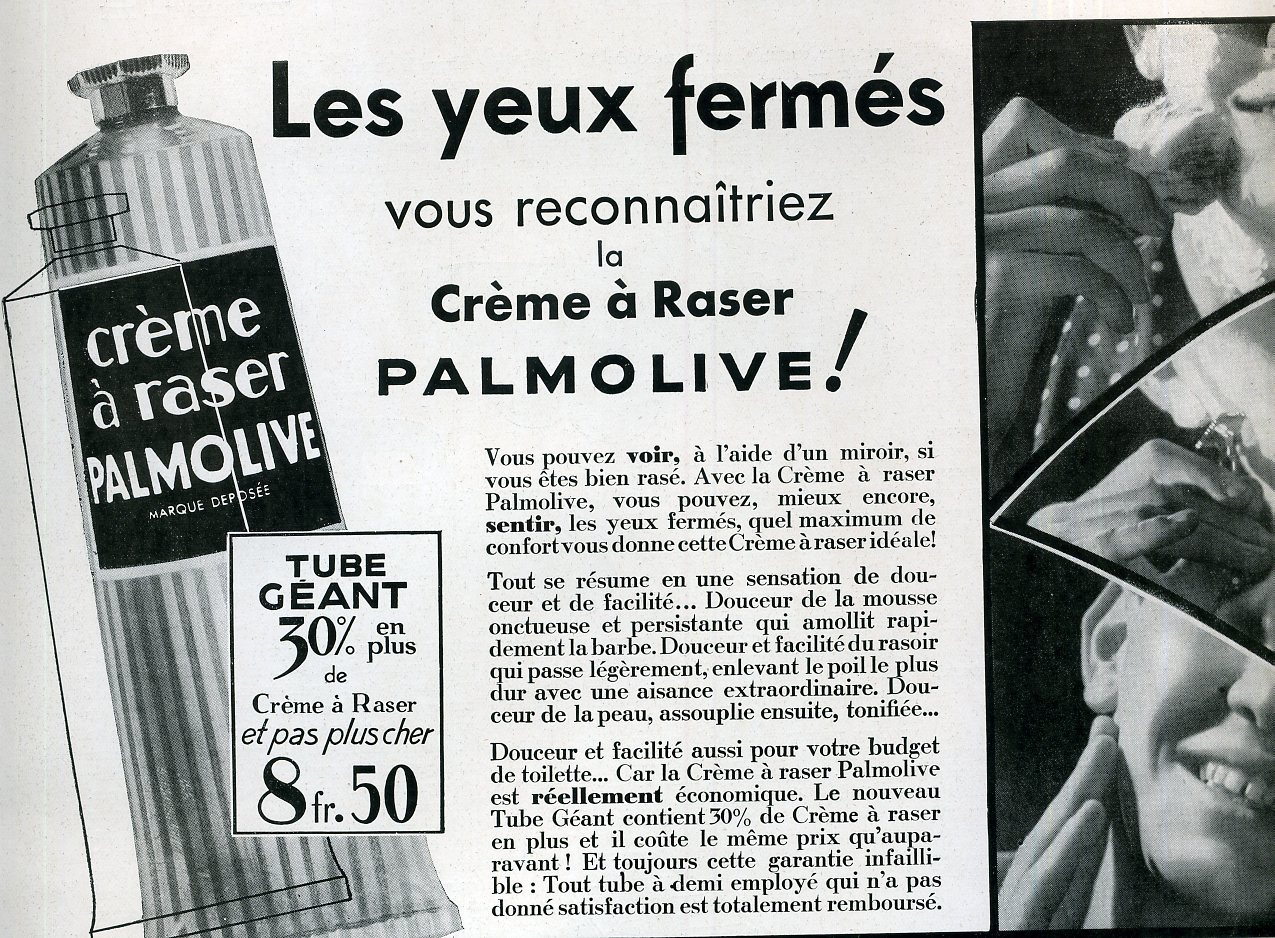
Publicité de 1934 pour la crème à raser Palmolive

#### Colgate Palmolive
En 1953, on renonce au "Peet" dans le titre, ce qui laisse "Colgate-Palmolive", le nom présent.
En 1956, la compagnie établit son siège social sur Park avenue, à New York,.
George Henry Lesch est PDG et président du conseil de Colgate-Palmolive dans les années 1960 à 1971,.
En 1966, le savon à laver Palmolive est vendu sur le marché.
En 1976, la compagnie acquiert Riviana Foods, qui possède entre autres la marque de nourriture pour animaux Hill's Pet Nutrition,.
En 1987, Colgate-Palmolive et Henkel acquièrent les activités de Lesieur-Cotelle dans le domaine des produits d'entretien. Colgate récupère l'eau de javel La Croix, et l'usine de Rillieux-la-Pape qui la fabrique, ainsi que Persavon (marque revendue en 1991 à Savonnerie et parfumerie Bernard).
En 1992, l'entreprise rachète The Mennen Company à la famille fondatrice. En 1993, les marques Tahiti et Pouss'Mousse sont reprises à la société S. C. Johnson.

### Années 2000
En 2005, Colgate se sépare des marques Fab, Dynamo, Arctic Power, ABC, Cold Power et Fresh Start, et de la licence pour la marque Ajax aux États-Unis, au Canada et à Porto Rico, à Phoenix Brands LLC, dans le cadre d'un plan visant à se concentrer sur les produits à plus haut rendement (hygiène bucco-dentaire, hygiène personnelle et produits de soins pour animaux).
En 2006, Colgate-Palmolive annonce l'acquisition de la compagnie Tom's of Maine, un important fabricant de dentifrice naturel, pour la somme de 100 millions $US,,,.
En juin 2007, du dentifrice Colgate contrefait importé de Chine est contaminé par du diéthylène glycol. Plusieurs individus aux États-Unis ont déclaré avoir subi des maux de tête et des douleurs après utilisation du produit.
En mars 2011, Colgate-Palmolive rachète à Unilever la marque Sanex (gels de douche et déodorants, ancienne propriété du groupe Sara Lee disparu en 2012) pour un montant de 940 millions USD. Quelques années plus tard, l'entreprise se sépare de la marque de lessive Génie et des sacs Scel-O-frais, revendus à Bolton Group.
A la fin de l'année 2017, Colgate-Palmolive annonce le rachat de deux marques professionnelles de soins de la peau avec PCA Skin, une marque de dermocosmétique, et EltaMD, une marque de soins de la peau et de produits solaires professionnels.
En juillet 2019, Colgate-Palmolive annonce l'acquisition de Filorga Cosmétiques pour 1,5 milliard d'euros.

## Actionnaires
Liste des principaux actionnaires au 25 avril 2022 :
| Actionnaire                          | %      |
| ------------------------------------ | ------ |
| The Vanguard Group                   | 8,72 % |
| SSgA Funds Management                | 5,86 % |
| Wellington Management                | 4,91 % |
| en:Massachusetts Financial Services  | 4,07 % |
| BlackRock Fund Advisors              | 2,32 % |
| en:Geode Capital Management          | 1,83 % |
| en:First Eagle Investment Management | 1,38 % |
| Northern Trust Investments           | 1,24 % |
| Capital Research & Management        | 1,19 % |
| en:Loomis, Sayles & Co.              | 1,07 % |

## Marques du groupe
L'entreprise commercialise une vaste gamme de produits :
- Hygiène bucco-dentaire : Colgate, elmex, méridol ;
- Hygiène personnelle : Palmolive, Sanex, Mennen, Tahiti (gel douche) ;
- Entretien ménager : Palmolive, La Croix (javel), Paic, Soupline (adoucissant), Soft and Gentle, Ajax ;
- Aliments pour animaux : Hill's (produits vétérinaires), Catit, Zoē.

## Organisation
Colgate-Palmolive possède de nombreux sites de production dans plus de 200 pays, mais elle est cotée dans seulement deux d'entre eux, les États-Unis et l'Inde. Le siège social de la compagnie est établi à New York. Le siège européen de la compagnie est établi à Therwil, en Suisse.

### En France
Colgate-Palmolive possède deux usines en France : une à Compiègne, d'environ 480 salariés, qui fabrique les produits Tahiti, Soupline, Paic et Ajax ; ainsi qu'une à Rillieux-la-Pape, qui fabrique l'eau de Javel "La Croix". Il s'agit de l'ancienne usine Cotelle, reprise en 1987.
L’usine compiégnoise est la plus importante que possède le groupe en Europe. Elle fournit à elle seule la moitié de la production européenne du groupe.

## Impact environnemental et animal
En mars 1999, PETA souligne que la compagnie fait des progrès en ce qui concerne les tests sur les animaux. Colgate-Palmolive établit à cette époque un moratoire sur les tests réalisés sur des animaux pour les produits d'hygiène personnelle pour adultes ce qui inclut déodorants, shampoings, fragrances et crèmes à raser.
En 2007, les émissions de CO2 de Colgate-Palmolive atteignaient approximativement 675 000 tonnes, en hausse de 11 000 en un an. La société dit avoir réduit sa production de gaz à effet de serre de 21 % et sa consommation d'eau de 44 % de 2002 à 2010.
En 2020, Colgate-Palmolive lance le premier tube de dentifrice recyclable. Il est fait de polyéthylène haute densité, matériau habituellement trop rigide pour ce type d'usage. L'entreprise affirme avoir trouvé un moyen de rendre le tube compressible et s'engage à partager cette technologie avec ses concurrents. Elle annonce également que tous ses tubes de dentifrices seront recyclables d'ici 2025,.

## Controverses
En novembre 2016, Amnesty International publie un rapport dénonçant le travail des enfants et le travail forcé dans les plantations indonésiennes de palmiers à huile fournissant des entreprises comme Nestlé, Unilever, Kellogg's, Colgate-Palmolive et Procter & Gamble,.